# Mihály Pollack
Mihály Pollack (nacido como Michael Pollack, 30 de agosto de 1773—5 de enero de 1855) fue un arquitecto austrohúngaro, figura clave de la arquitectura neoclásica. Su obra principal es el Museo Nacional Húngaro (1837-46).

## Biografía
Mihály Pollack nació en Viena (Imperio Austrohúngaro) en 1773. Entre 1793-94 se trasladó a Milán (Italia) con su hermano el arquitecto Leopold Pollack. En 1798 se trasladó a Pest, donde en 1808 tomó un papel relevante al formar parte de la Comisión de Embellecimiento de la ciudad, convirtiéndose en una figura clave de la arquitectura húngara. Entre 1810 y 1830 diseñó muchos edificios residenciales, varios grandes palacios y algunos edificios públicos. Su obra arquitectónica muestra los progresos técnicos desde el Barroco hacia la arquitectura neoclásica. Murió en Pest a los 81 años.

## Galería

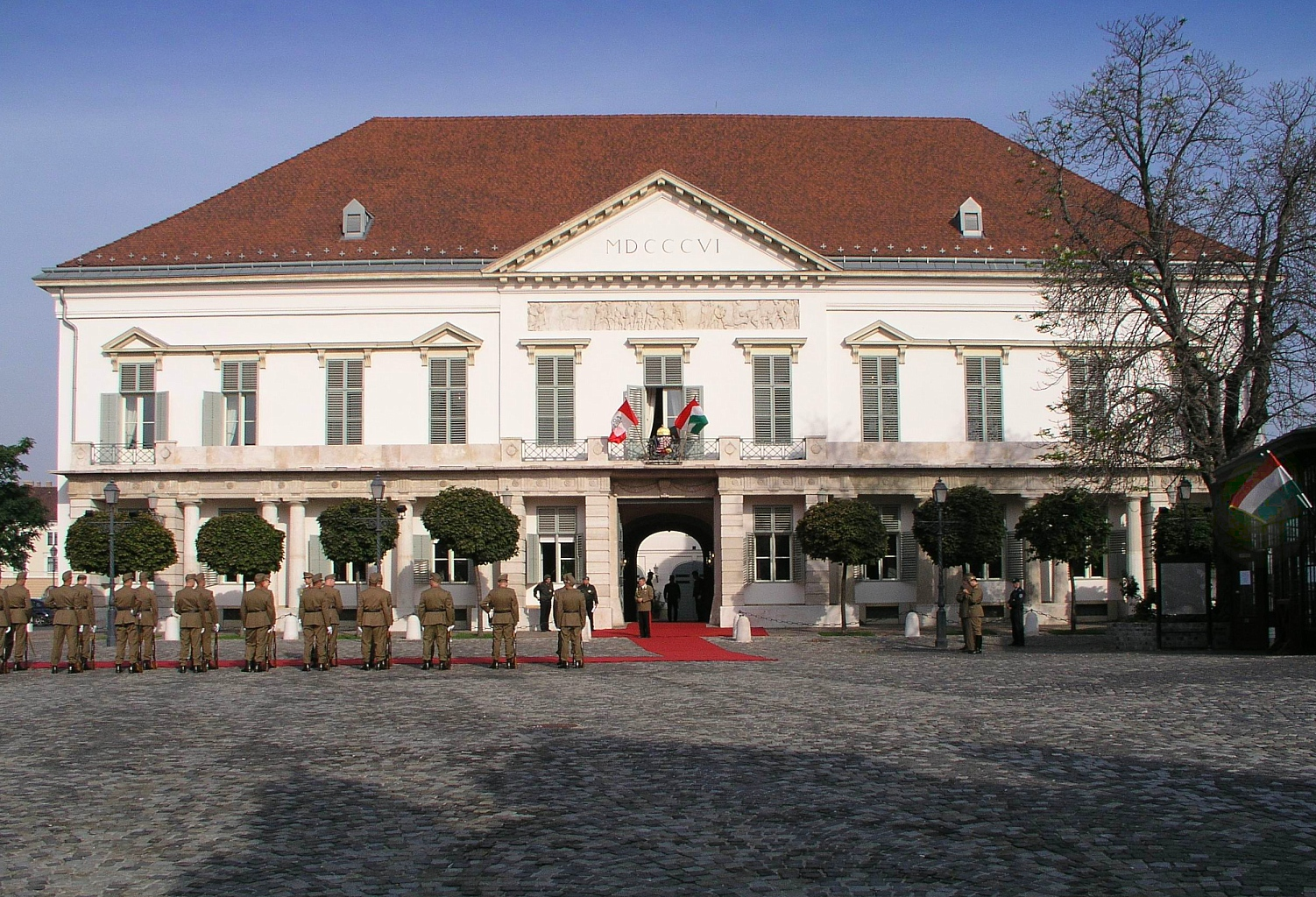
Palacio Sándor, Budapest (1803-06)
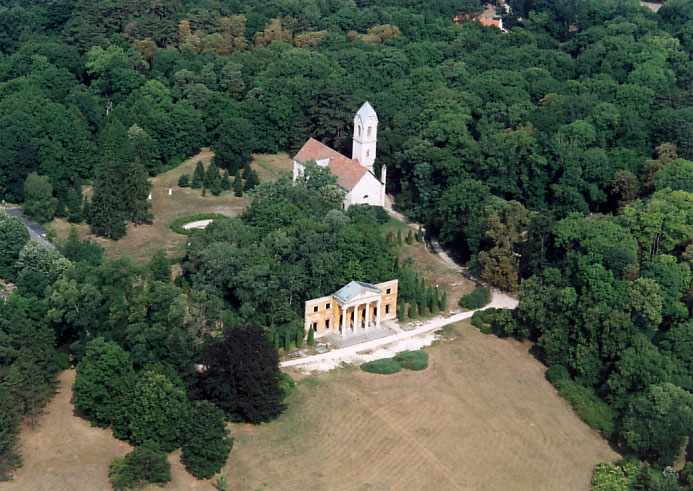
Ruinas del palacio del archiduque José Antonio de Austria, Alcsútdoboz (1819-27)
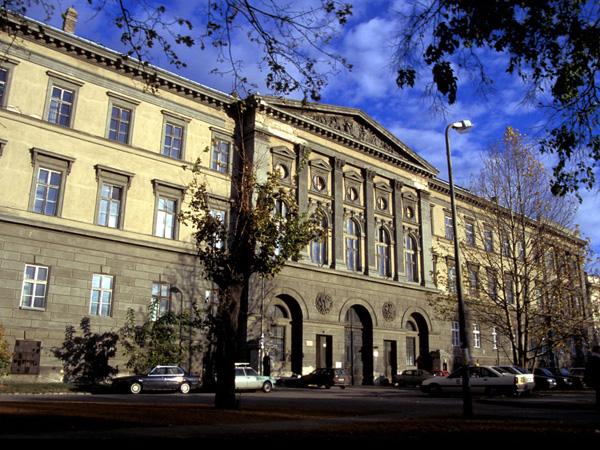
Ludovica Military Academy (1828-36)
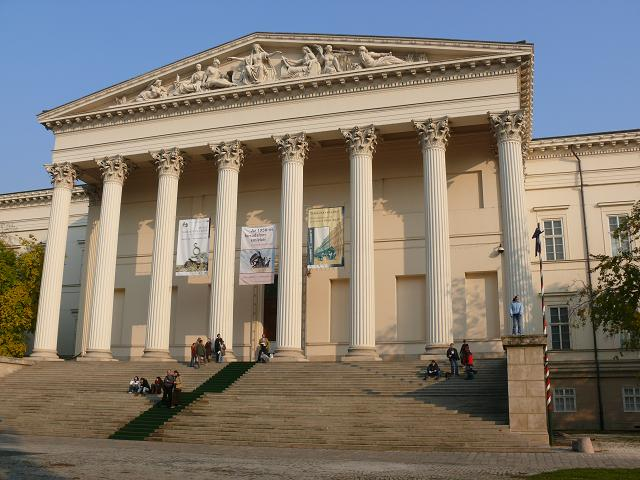
Museo Nacional Húngaro (1837-46)